# Pristimantis aniptopalmatus
Pristimantis aniptopalmatus es una especie de anfibio anuro de la familia Craugastoridae.
Esta especie es endémica de la provincia de Oxapampa en el departamento de Pasco en Perú. Su hábitat natural son los bosques tropicales montanos húmedos, entre los 2.300 y 2.600 m sobre el nivel del mar en la ladera occidental de la cordillera de Yanachaga.

## Publicación original
- Duellman & Hedges, 2005 : Eleutherodactyline frogs (Anura: Leptodactylidae) from the Cordillera Yanachaga in central Peru. Copeia, vol. 2005, n.º 3, p. 526-538.[5][6]